# 棘丘頭鯰
棘丘頭鯰，為輻鰭魚綱鯰形目蝌蚪鯰科的其中一種，為熱帶淡水魚類，分布於南美洲奧里諾科河上游流域，體長可達2公分，棲息在植被生長茂密，水質偏酸的底層水域，生活習性不明。